# Grameen Bank
De Grameen Bank (Bangla: গ্রামীণ ব্যাংক) is een bank voor microkrediet opgericht in Bangladesh die kleine leningen aan armen verstrekt zonder onderpand te verlangen. De naam Grameen Bank betekent in het Bengaals "Bank van het dorp" of "van het platteland".
Meer dan 95% van de leningen wordt aan vrouwen verstrekt, en de gemiddelde lening bedroeg tussen 2002 en 2012 ongeveer 5.500 tot 12.000 taka, ongeveer 50 tot 115 euro.

## Werking
Het systeem is gebaseerd op het idee dat armen mogelijkheden hebben die onbenut blijven en dat ze onderling solidair zijn. Binnen een gemeenschap formeert de bank groepen van vijf personen die in aanmerking komen voor een lening. In het begin kunnen slechts twee van deze vijf een lening aanvragen. Pas als de eerste twee het geld plus de rente hebben terugbetaald binnen de afgesproken periode mogen de andere leden van de groep geld lenen, maar als het geld niet op tijd of niet volledig terugbetaald wordt, komen de andere leden van de groep ook niet meer in aanmerking voor een lening.
Het betaalgedrag van een enkeling raakt dan de groep als geheel en het komt voor dat de andere leden het resterende openstaande bedrag terugbetalen.
De bank beheert ook spaartegoeden, levert andere diensten en heeft verschillende ontwikkelingsgerelateerde ondernemingen zoals textiel-, telefoon- en energiebedrijven.
De organisatie en haar oprichter Muhammad Yunus kregen in 2006 samen de Nobelprijs voor de Vrede.

## Kritiek
De Grameen Bank vraagt op leningen een rente van 20%
en slechts 5% van de cliënten ontstijgt de armoede, aldus de Wereldbank in 1998. Ook bestaat er geen duidelijke structuur van medezeggenschap voor de cliënten, die officieel mede-eigenaren zijn. Om deze reden is wel gesuggereerd dat een Nobelprijs voor economie passender was geweest voor Yunus.

## Onderscheidingen
2006: Four Freedoms Award voor vrijwaring van gebrek
1901: Dunant, Passy ·
1902: Ducommun, Gobat ·
1903: Cremer ·
1904: Institut de Droit International ·
1905: Von Suttner ·
1906: Roosevelt ·
1907: Moneta, Renault ·
1908: Arnoldson, Bajer ·
1909: Beernaert, Balluet d'Estournelles de Constant ·
1910: IPB ·
1911: Asser, Fried ·
1912: Root ·
1913: La Fontaine ·
1917: ICRC ·
1919: Wilson ·
1920: Bourgeois ·
1921: Branting, Lange ·
1922: Nansen ·
1925: Chamberlain, Dawes ·
1926: Briand, Stresemann ·
1927: Buisson, Quidde ·
1929: Kellogg ·
1930: Söderblom ·
1931: Addams, Butler ·
1933: Angell ·
1934: Henderson ·
1935: Von Ossietzky ·
1936: Lamas ·
1937: Cecil ·
1938: Office international Nansen pour les réfugiés ·
1944: ICRC ·
1945: Hull ·
1946: Balch, Mott ·
1947: Friends Service Council, American Friends Service Committee ·
1949: Orr ·
1950: Bunche ·
1951: Jouhaux ·
1952: Schweitzer ·
1953: Marshall ·
1954: Hoog Commissariaat voor de Vluchtelingen (UNHCR) ·
1957: Pearson ·
1958: Pire ·
1959: Noel-Baker ·
1960: Luthuli ·
1961: Hammarskjöld ·
1962: Pauling ·
1963: ICRC, IFRC ·
1964: King ·
1965: UNICEF ·
1968: Cassin ·
1969: Internationale Arbeidsorganisatie ·
1970: Borlaug ·
1971: Brandt ·
1973: Kissinger, Lê Đức Thọ ·
1974: MacBride, Satō ·
1975: Sacharov ·
1976: Williams, Corrigan ·
1977: Amnesty International ·
1978: Sadat, Begin ·
1979: Moeder Teresa ·
1980: Esquivel ·
1981: Hoog Commissariaat voor de Vluchtelingen (UNHCR) ·
1982: Myrdal, Robles ·
1983: Wałęsa ·
1984: Tutu ·
1985: IPPNW ·
1986: Wiesel ·
1987: Arias ·
1988: VN-vredesmacht ·
1989: Gyatso ·
1990: Gorbatsjov ·
1991: Suu Kyi ·
1992: Menchú ·
1993: Mandela, De Klerk ·
1994: Arafat, Peres, Rabin ·
1995: Rotblat, Pugwash Conferences on Science and World Affairs ·
1996: Ximenes Belo, Ramos-Horta ·
1997: ICBL, Williams ·
1998: Hume, Trimble ·
1999: AzG ·
2000: Dae-jung ·
2001: VN, Annan ·
2002: Carter ·
2003: Ebadi ·
2004: Maathai ·
2005: IAEA, El-Baradei ·
2006: Grameen Bank, Yunus ·
2007: Gore, IPCC ·
2008: Ahtisaari ·
2009: Obama ·
2010: Liu ·
2011: Johnson Sirleaf, Gbowee, Karman ·
2012: Europese Unie ·
2013: OPCW ·
2014: Satyarthi, Yousafzai ·
2015: Kwartet voor Nationale Dialoog in Tunesië ·
2016: Santos ·
2017: ICAN ·
2018: Mukwege, Murad Basee ·
2019: Ahmed ·
2020: Wereldvoedselprogramma ·
2021: Ressa, Moeratov ·
2022: Bjaljazki, Memorial, Centrum voor Burgerlijke Vrijheden ·
2023: Mohammadi ·
2024: Nihon Hidankyo